# 2017 ve fotografii

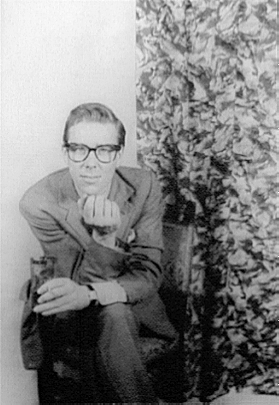
Dne 13. ledna 2017 zemřel Antony Armstrong-Jones; foto: Carl Van Vechten, 1958

Tento článek obsahuje významné fotografické události v roce 2017.

## Události
- Prague Photo, duben

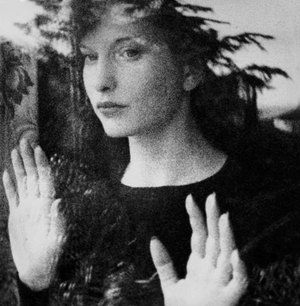
Před sto lety se narodila Maya Deren, americká režisérka, choreografka, spisovatelka a fotografka

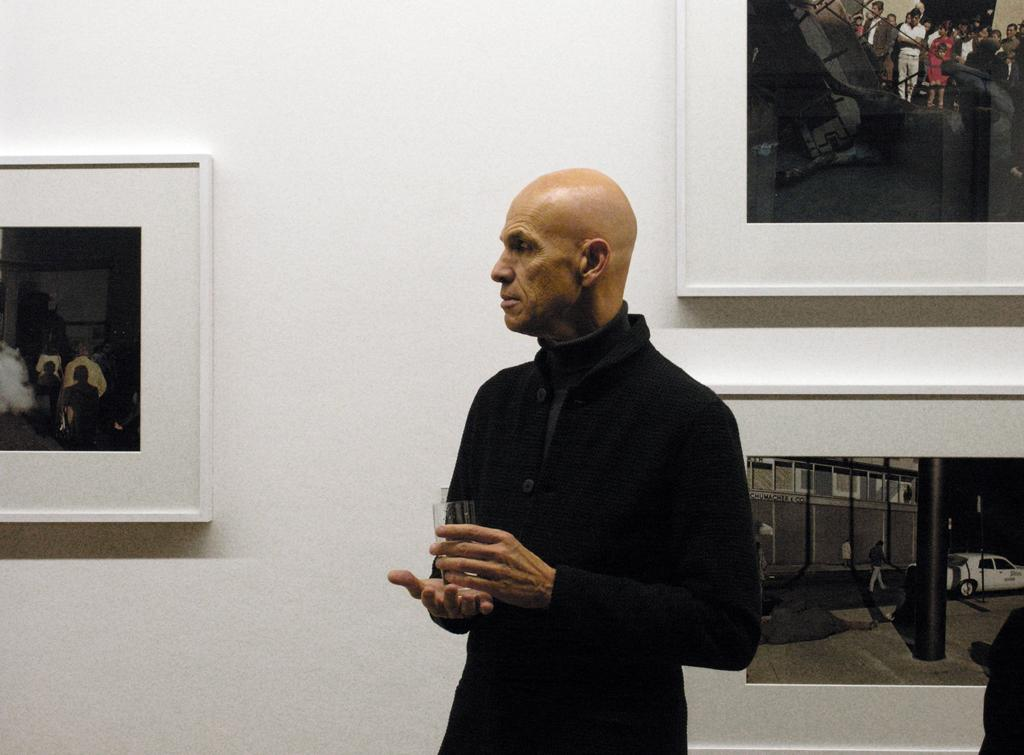
Cenu Prix Leica Hall of Fame získal Joel Meyerowitz

- Měsíc fotografie, Bratislava
- Mezinárodní festival fotografie v Lodži, květen
- documenta, Kassel
- 115. kongres Fédération photographique de France, počátek května
- 48. Rencontres d'Arles červenec–září
- 21. Festival international de la photo animalière et de nature, Montier-en-Der, každý třetí čtvrtek v listopadu
- Salon de la photo, Paříž, listopad
- Mois de la Photo, Paříž, listopad
- Paris Photo, polovina listopadu
- Visa pour l'image, Perpignan, začátek září
- Nordic Light, Kristiansund, Norsko

## Ocenění
- Czech Press Photo – Martin Bandžák: Hizballáh, oslavy vítězství nad Izraelem
- World Press Photo – Burhan Özbilici
- Prix Niépce – Olivier Culmann[1]
- Cena Henriho Cartier-Bressona – Guy Tillim[2]
- Prix Nadar – Geraldo de Barros, za Sobras (edice Chose Commune)
- Prix de photographie de l'Académie des beaux-arts – Claudine Doury[3][4] za projekt Une odyssée sibérienne, věnovaný jejímu návratu po stopách národů, které fotografovala v minulosti.
- Prix HSBC pour la photographie – Laura Pannack a Mélanie Wenger[5]
- Prix Bayeux-Calvados des correspondants de guerre – Ali Arkady (VII Photo Agency)[6]
- Prix Carmignac Gestion du photojournalisme – Yuri Kozyrevet a Kadir Van Lohuizen. V čele s klimatickým vědcem Jeanem Jouzelem, Prix Vetlesen 2012 a spolumajitelem Nobelovy ceny míru v roce 2007, byl 9. ročník ceny Carmignac věnován Arktidě.[7]
- Prix Roger-Pic – ?
- Prix Lucas Dolega – Brennan O’Connor[8], za cyklus Mír a rozvoj, černobílé fotografické dílo o etnických menšinách v Barmě.
- Prix Canon de la femme photojournaliste – Catalina Martin-Chico[9]
- Prix Picto – Pascale Arnaud, Elsa & Johanna, William Waterworth
- Prix Tremplin Photo de l'EMI – ?
- Prix Voies Off – Arko Datto
- Prix Révélation SAIF – Coco Amardeil (Kanada/Francie) za projekt Come hell or high water
- Cena Oskara Barnacka – Terje Abusdal – Slash & Burn[10] a Sergey Melnitchenko – Behind the Scenes[11]
- Prix Leica Hall of Fame – Joel Meyerowitz[12] a Gianni Berengo Gardin[13]
- Cena Ericha Salomona – Antanas Sutkus
- Cena za kulturu Německé fotografické společnosti – Duane Michals
- Cena Hansely Miethové – Daniel Etter (text a fotografie)
- Zeiss Photography Award – Kevin Faingnaert (Belgie) za Føroyar, série o řídce osídlených obcích na Faerských ostrovech[14][15]
- Sony World Photography Awards[16]
- Cena Ansela Adamse – ?
- Cena W. Eugena Smithe – Daniel Castro Garcia
- Pulitzerova cena
  -  Pulitzer Prize for Breaking News Photography – ?
  -  Pulitzer Prize for Feature Photography – ?
- Zlatá medaile Roberta Capy – Carol Guzy[17] za Scars Of Mosul: The Legacy of ISIS[18], Zuma Press.[19]
- Cena Inge Morath – Johanna-Maria Fritz (Německo), vítěz, za Like a Bird; Isadora Romero (Ecuador), finalista, za Amazona Warmikuna
- Infinity Awards
- Lucie Awards
  - Lucie Award pour l'œuvre d'une vie – Art Shay
  - Lucie Award Fine Art – Abelardo Morell
  - Lucie Award du photojournalisme – Steve Schapiro
  - Lucie Award de la photographie documentaire –  Larry Fink
  - Lucie Award de la photographie humanitaire – Josephine Herrick Project
  - Portrét – Judith Joy Ross
  - Móda – Dominique Issermann
- Cena Higašikawy – Anna Orłowska, Seiiči Motohaši, Sakiko Nomura, Acuši Okada a Joširó Koseki
- Cena za fotografii Ihei Kimury – Hiroko Komacu (za výstavu Jinkakuteki jiricu šori)[20] a Aya Fujioka (za knihu Kawa wa yuku).
- Cena Kena Domona – ?
- Cena Nobua Iny – ?
- Cena Džuna Mikiho – ?
- Cena inspirace Džuna Mikiho – ?
- Prix Paul-Émile-Borduas – Jana Sterbak
- Fotografická cena vévody a vévodkyně z Yorku – ?
- Národní fotografická cena Španělska – Cristina de Middel
- Hasselblad Award – Rineke Dijkstra
- Švédská cena za fotografickou publikaci – Kalle Assbring za Fadern, Sonen och Göran

- Cena Roswithy Haftmann – Hans Haacke
- Prix Pictet – Richard Mosse (Irsko)[21], za cyklus Heat Maps

## Velké výstavy
Přehled vybraných významných výstav:
- 2017 Sebastião Salgado: Genesis, kurátor: Lélia Wanick Salgado, Letohrádek královny Anny, Pražský hrad, 2. červen – 17. září 2017[22]
- Walker Evans, Centre Georges Pompidou, Paříž
- Fred Stein, Strasbourg (La Chambre), Gentilly (Maison de la photographie Robert-Doisneau), Lannion (L’Imagerie) a Remeš (Graph-Cmi).
- René Burri, Larger than Life, Atlas Gallery, Londýn
- René Burri, Cosmopolitan / Kosmopolit, Bildhalle, Curych
- Irving Penn, Grand Palais, Paříž
- Paysages français – Une aventure photographique (1984 – 2017), sbírka téměř tisíci obrazů 167 fotografů, mezi jejímiž autory jsou například Raymond Depardon, Josef Koudelka, Lewis Baltz, Elina Brotherus, Robert Doisneau, Thierry Girard, Harry Gruyaert, Sophie Ristelhueberová, Gabriele Basilico, Bernard Plossu, Pierre de Fenoÿl , atd..., Francouzská národní knihovna, Paříž
- Raymond Depardon, Traverser, Fondation Henri-Cartier-Bresson, Paříž
- Conflitos: photographie et violence politique au Brésil, 1889 – 1964, shromáždění obrazů o konfliktech v Brazílii za téměř jedno století, Institut Moreira Salles, Rio de Janeiro[23]

## Významná výročí
- V roce 1917 vznikla série fotografií zvaných Víly z Cottingley

### Výročí narození
- 1. dubna – Jaromír Svoboda, zpěvák a divadelní fotograf († 27. července 1992)

zahraničí
- 28. ledna – William P. Gottlieb, americký fotograf a novinový sloupkař († 23. dubna 2006)
- 18. února – Oliver F. Atkins, americký fotograf († 24. ledna 1977)
- 23. března – Jevgenij Chalděj, sovětský fotograf († 6. října 1997)
- 16. dubna – Frédéric Barzilay, francouzský fotograf
- 22. dubna – Vadim Gippenrejter, ruský novinářský a krajinářský fotograf († 16. července 2016)
- 29. dubna – Maya Deren, americká filmová režisérka, choreografka, tanečnice, spisovatelka a fotografka († 13. října 1961)
- 1. května – Jean Lattès, francouzský fotograf
- 4. června – Jean-Marie Marcel, francouzský fotograf († 18. června 2012)
- 16. května – Juan Rulfo, mexický spisovatel a fotograf († 1986)
- 16. června – Irving Penn, americký fotograf († 7. října 2009)
- 4. září – Rondal Partridge, americký fotograf († 19. června 2015)
- 5. listopadu – Angelo Boyadjian, egyptský fotograf († 12. prosince 2003)
- 3. prosince – Wilhelm Brasse, polský fotograf († 23. října 2012)
- ? – Roger St-Jean, kanadský fotograf († 1971)
- ? – Kanejoši Tabuči, japonský fotograf († 1997). Narozen r. 1917 v prefektuře Ósaka.

### Výročí úmrtí
- 18. června 1917 – Léopold Poiré, francouzský fotograf (* 23. června 1879)
- 24. července 1917 – Manó Mai, francouzský fotograf (* 24. května 1855)
- ? – Albert Londe, francouzský fotograf (* 26. listopadu 1858)

## Úmrtí v roce 2017

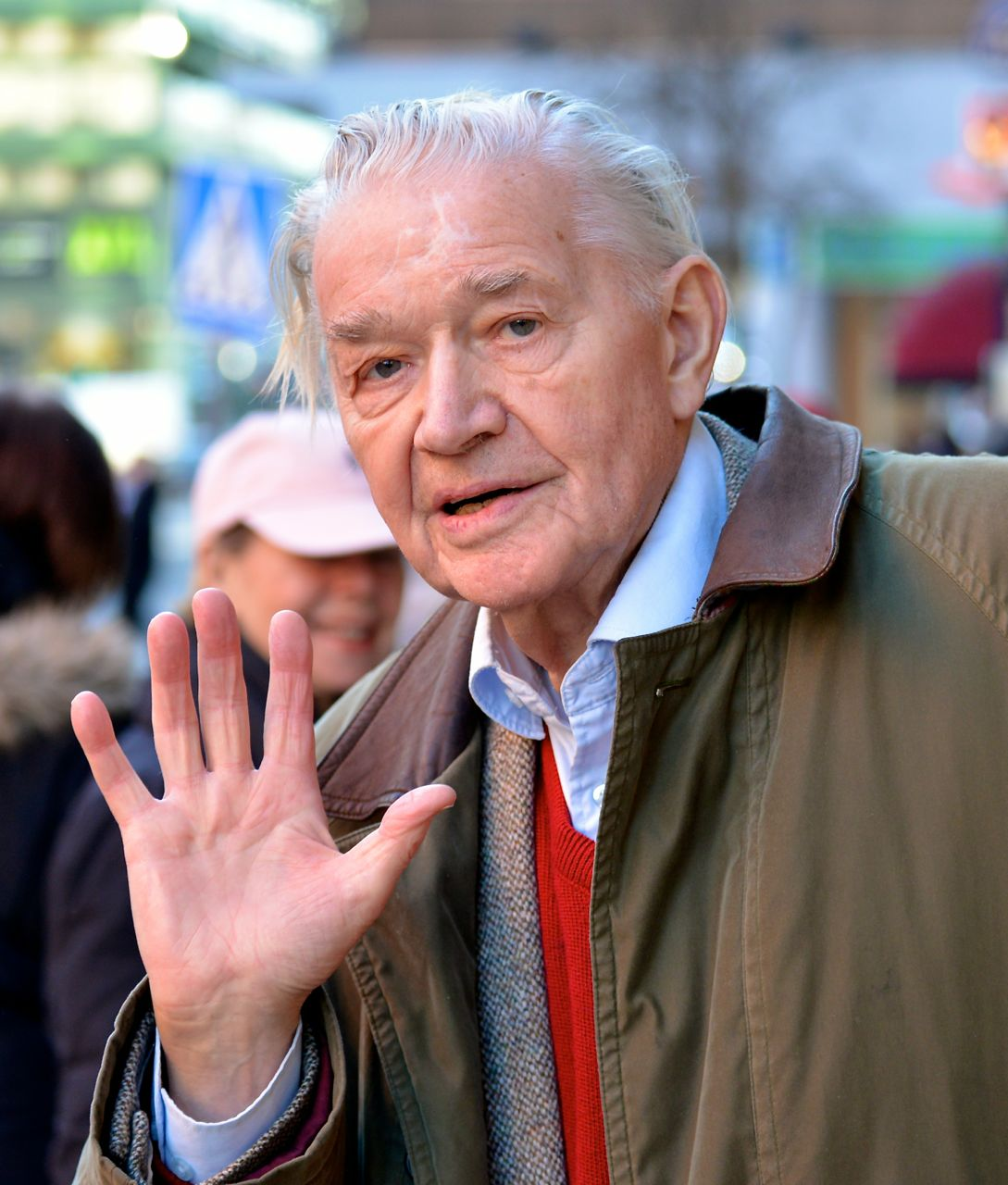
Ve věku 94 let zemřel Lennart Nilsson

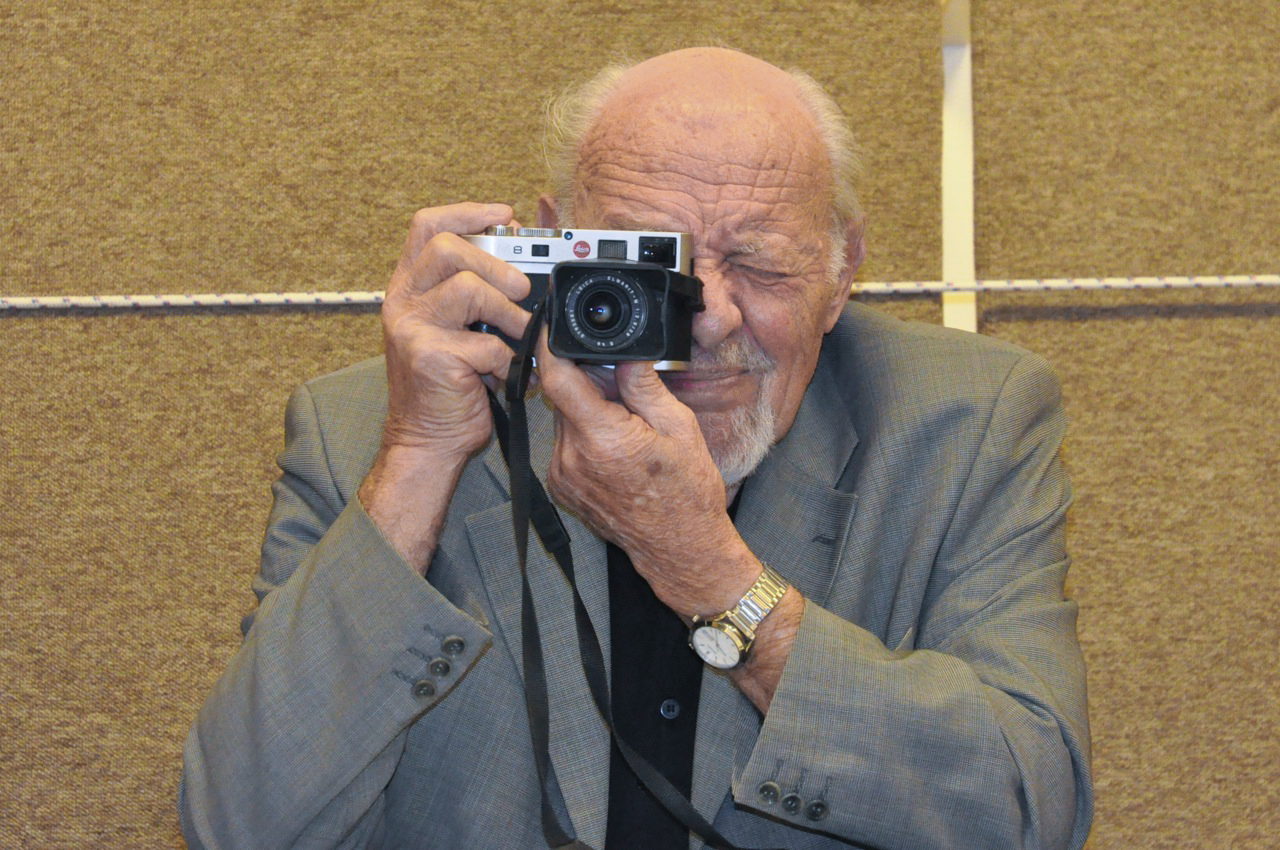
Zemřel David Rubinger, izraelský fotožurnalista

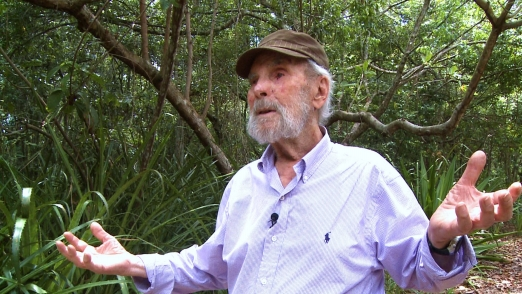
V roce 2017 zemřel Frans Krajcberg

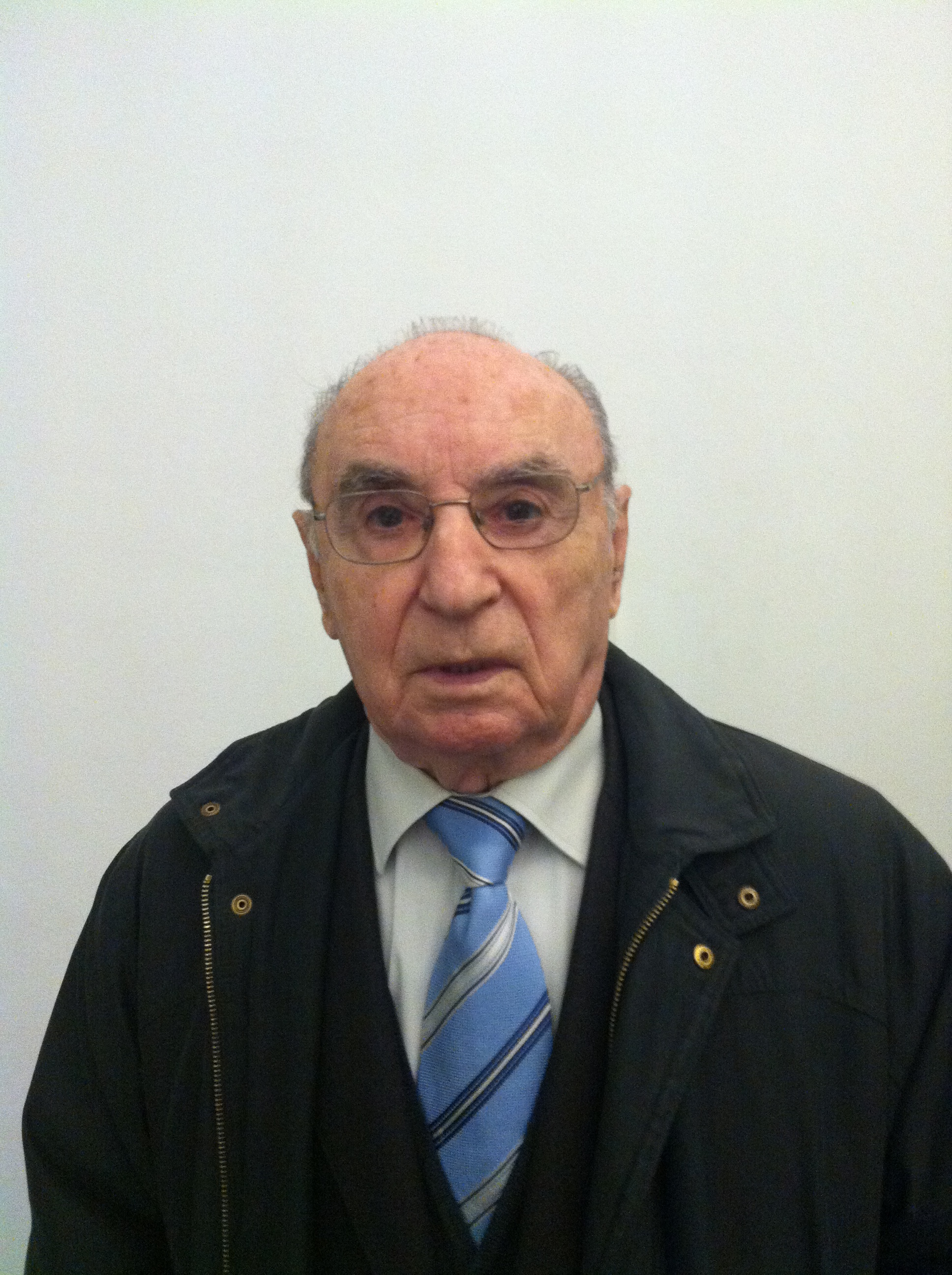
Zemřel Joan Colom, španělský fotograf

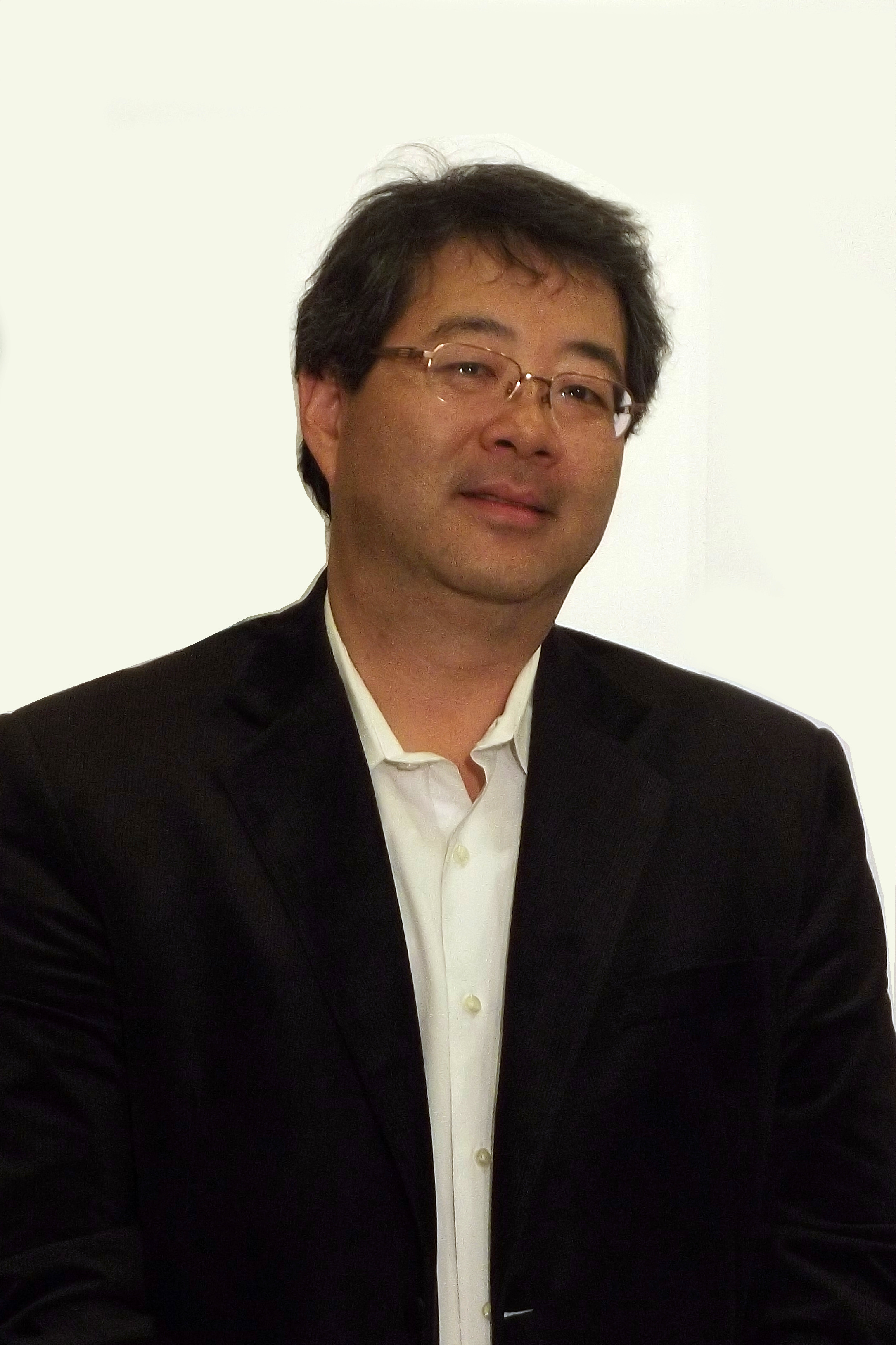
Zemřel Chi Po Lin

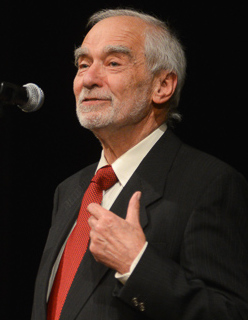
Andrzej Baturo zemřel 9. června

- 10. ledna – Martha Swope, 88, americká fotografka, Parkinsonova nemoc.[24]
- 10. ledna – Hiag Akmakjian, 91, americký spisovatel, malíř a fotograf, rakovina.[25]
- 13. ledna – Antony Armstrong-Jones, 86, anglický fotograf a filmař.[26]
- 15. ledna – Terry Cryer, 82, britský fotograf jazzu a bluesu.[27]
- 17. ledna – Herbert Gauls, 86, německý fotograf.[28]
- 19. ledna – Thibaut Cuisset, 58, francouzský fotograf.[29]
- 20. ledna – Chuck Stewart, 89, americký jazzový fotograf.[30]
- 28. ledna – Lennart Nilsson, 94, švédský fotograf.[31]
- 5. února – Rabin Sengupta, 87, indický fotožurnalista.[32]
- 10. února – Ben Martin, 86, americký fotograf.[33]
- 14. února – Zoltán Szalay, maďarský fotoreportér, který založil soutěž maďarské novinářské fotografie (* 16. května 1935)
- 24. února – Ren Hang, 29, čínský fotograf, sebevražda.[34]
- 2. března – David Rubinger, 92, izraelský fotograf, který pořídil snímek Výsadkáři u Zdi nářků (* 29. června 1924)[35]
- 10. března – John Stewart, 97, anglický fotograf tvořící ve Francii a v USA.[36]
- 11. března – Peter Johns, 86, britský fotograf.[37]
- 17. března – André Gamet, 97, francouzský reportážní fotograf, byl posledním žijícím francouzským fotožurnalistou z druhé světové války (* 18. května 1919)[38]
- 18. března – Don Hunstein, 88, americký fotograf.[39]
- 5. dubna – Jan Malý, 62, český fotograf a spoluautor časosběrného cyklu Český člověk.[40][41]
- 9. dubna – Jennette Williamsová, americká fotografka známá svými fotografiemi žen (* 17. prosince 1952)
- 12. dubna – Tony Figueira, 57, namibijský fotograf narozený v Angole.[42]
- 15. dubna – Viktor Vasiljevič Achlomov, ruský fotograf (15. března 1938)
- 8. května – Dennis H. Farber, 71, americký malíř a fotograf, rakovina a cukrovka.[43]
- 19. května – Stanley Greene, 68, americký fotograf, rakovina.[44]
- 25. května – Marie Cosindas, 93, americká fotografka.[45]
- 2. června – Ellen Jose, 66, australský umělec a fotograf.[46]
- 5. června – Hiroši Jamazaki, japonský fotograf, který ve svých dílech znázorňoval Slunce a moře (* 21. září 1946)
- 6. června – Keiichi Tahara, 65, japonský fotograf.[47]
- 9. června – Frank A. Jenssen, 65, norský spisovatel a fotograf.[48]
- 9. června – Andrzej Baturo, 77, polský fotograf.[49]
- 10. června – Chi Po-lin, 52, tchajwanský letecký fotograf a režisér (Beyond Beauty: Taiwan from Above), havárie vrtulníku.[50]
- 11. června – Filip Crhák, 41, český fotograf a spoluzakladatel skupiny Ztohoven, nehoda na motorce.[51]
- 14. června – Khadija Saye, 24, britský fotograf, na následky zranění během požáru Grenfell Tower.[52]
- 16. června – Jim French, 84, americký fotograf.[53]
- 22. června – Richard Benson, 73, americký fotograf, selhání srdce.[54]
- 26. června – Claude Fagedet, 89, francouzský fotograf.[55]
- 28. června – Russ Adams, 86, americký fotograf tenisu.[56]
- 20. července – Jesse Kalisher, 55, americký fotograf, rakovina.[57]
- 28. července – John G. Morris, 100, americký fotoeditor (Life, The New York Times, Ladies' Home Journal).[58]
- 28. července – Gösta Peterson, 94, švédský módní fotograf.[59]
- 8. srpna – Hashem El Madani, 88–89, libanonský fotograf.[60]
- 8. srpna – Arlene Gottfried, 66, americká fotografka, rakovina prsu.[61]
- 21. srpna – Boris Spremo, 81, kanadský fotožurnalista narozený v Jugoslávii (Toronto Star, The Globe and Mail), komplikace mnohočetného myelomu, první fotoreportér, který obdržel Řád Kanady.[62][63]
- 2. září – María Cristina Orive, 86, guatemalská fotožurnalistka.[64]
- 3. září – Joan Colom, 96, španělský fotograf.[65]
- 3. září – John Byrne Cooke, americký spisovatel, hudebník a fotograf (* 5. října 1940)
- 14. září – Ata Kandó, 103, holandská fotografka narozená v Maďarsku.[66]
- 18. září – Pete Turner, americký fotograf, procestoval Afriku a pro hudebníky fotografoval obaly alb (* 30. května 1934)
- 18. září – Pete Turner, 83, americký fotograf.[67]
- 26. září – Robert Delpire, 91, francouzský fotograf, vydavatel a filmař.[68]
- 9. října – Maurice Crosby, 91, kanadský fotograf.[69]
- 23. října – Athanassios Kalogiannis, 52, řecký atlet a módní fotograf.[70]
- 24. října – Red McLendon, 74, americký fotograf (Associated Press).[71]
- 27. října – Virginia Thoren, 97, americká fotografka.[72]
- 31. října – Lütfi Özkök, turecký fotograf (* 15. března 1923)
- 15. listopadu – Frans Krajcberg, 96, brazilský sochař, malíř, spisovatel a fotograf polského původu.[73]
- 17. listopadu – Patrick Lang, 65, americký sportovní fotograf.[74]
- 23. listopadu – Tojo Cučija, japonský umělec a fotograf (* 1948)
- 26. listopadu – Hou Bo, 93, čínský fotograf.[75]
- 1. prosince – Peter Feldstein, 75, americký fotograf.[76]
- 1. prosince – Jon Naar, 97, britsko-americký spisovatel a fotograf.[77][77]
- 15. prosince – Don Hogan Charles, 79, americký fotograf.[78]
- 26. prosince – Tuija Lindströmová, 67, finsko-švédská fotografka, známá svými černobílými fotografiemi žen v černém jezeře, které se zabývají feministickými problémy.[79]
- 27. prosince – Bouna Médoune Sèye, 61, senegalský filmový režisér a produkční, fotograf a malíř.[80]
- ? – Jan Pikous, český fotograf, portréty, krajiny, akty, zátiší až po abstrakci (* 9. března 1929 – 3. července 2017)